# لوک دین (بازیکن فوتبال، زاده۱۹۹۱)
لوک دین (انگلیسی: Luke Dean؛ زادهٔ ۱۴ مهٔ ۱۹۹۱) بازیکن فوتبال اهل بریتانیا است.
از باشگاه‌هایی که در آن بازی کرده‌است می‌توان به باشگاه فوتبال برافورد پارک آونیو، باشگاه فوتبال وورکینگتون ای. اف. سی، باشگاه فوتبال اوست تاون، باشگاه فوتبال هالیفاکس تاون، باشگاه فوتبال هروگیت تاون، و باشگاه فوتبال برادفورد سیتی اشاره کرد.